# Yomitan (Okinawa)
Yomitan (jap. 読谷村, -son) ist eine Dorfgemeinde im Landkreis Nakagami der japanischen Präfektur Okinawa.

## Geografie
Yomitan liegt im westlichen, zentralen Teil der Insel Okinawa Hontō und erstreckt sich über die Halbinsel des Zampa-Kaps (残波岬, -misaki). Im Norden grenzt das Dorf Onna an, im Nordosten die kreisfreie Stadt Okinawa, im Osten und Süden die Stadt Kadena, sowie im Westen das Ostchinesische Meer.

## Geschichte
Das Gebiet über das sich die heutige Gemeinde erstreckt, hieß ursprünglich Ufunishi für „großer Norden“, da sie im Norden des mittleren Ryūkyū-Königreichs Chūzan lag. In der Gedichtsammlung Omoro Sōshi taucht sie als Yontamoza bzw. Yontamuza auf, woraus später Yuntanja (読谷山, auch Yuntanza genannt) wurde, was eine Verwaltungsregion (majiri) in Chūzan war. Diese Region bestand um 1611 aus 25 Dörfern, wobei 9 Dörfer 1673 an Onna abgetreten wurden.
Diese 16 Dörfer – Furugen (古堅), Gima (儀間), Hija (比謝), Iramina (伊良皆), Kina (喜名), Nagahama (長浜), Namihira (波平), Ōwan (大湾), Senaha (瀬名波), Sobe (楚辺), Takashiho (高志保), Toguchi (渡具知), Tokeshi (渡慶次), Uechi (上地), Uza (宇座) und Zakimi (座喜味), sowie Makihara (牧原), Nagata (長田) und Oyashi (親志) die zuvor von Ōwan, Iramina bzw. Kina abgetrennt wurden – wurden 1908 zur Gemeinde Yuntanja (読谷山村, -son) zusammengelegt. Diese bilden heute zusammen mit den später entstandenen Hijabashi (比謝矼; 1914), Ōki (大木; 1935) und Toya (都屋; 1946) die 22 Ortsteile (aza) der Gemeinde.
In der Schlacht um Okinawa im Zweiten Weltkrieg im April 1945 war Yuntanja einer der Landungsorte der Alliierten.
1946 erfolgte die Umbenennung von Yuntanja zu Yomitan.
Nach dem Krieg übernahm das US-Militär die japanischen Militäranlagen und baute sie aus, so dass vor der Rückgabe Okinawas an Japan 1972 etwa 73 % des Gemeindegebiets US-Militärgebiet war. 1997 waren auf dem Stadtgebiet die Senaha Communication Station (瀬名波通信施設, Senaha tsūshin shisetsu; 61 ha) der U.S. Air Force, die Sobe Communication Site (楚辺通信所, Sobe tsūshinjo; 54 ha) mit einer Wullenwever-Antenne (2007 abgebaut) der U.S. Navy, das Yomitan Auxiliary Airfield (読谷補助飛行場, Yomitan hojo hikōjō; 191 ha) des U.S. Marine Corps, ein Teil der Kadena Ammunition Storage Area (嘉手納弾薬庫地区, Kadena dan’yakuko chiku; 1066 ha) der US Air Force und die Torii Communication Station (トリイ通信施設, Torii tsūshin shisetsu; 194 ha) der U.S. Army. Erstere drei wurden 2006 wieder an die Gemeinde zurückgegeben, so dass seitdem noch 35,9 % (12,62 km²) des Gemeindegebiets unter US-Militärverwaltung stehen.

## Kultur

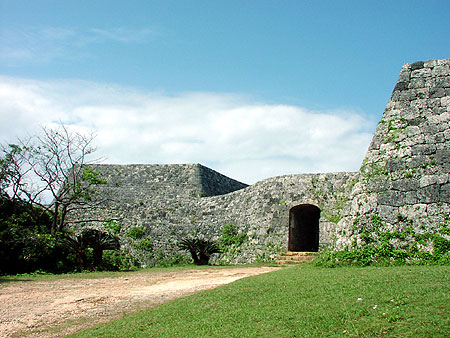
Zakimi Gusuku

1442 wurde nach der Gründung des vereinten Königreichs Ryūkyū die Burg Zakimi, Gusuku errichtet, von der aus die Yuntanja-Region beherrscht wurde. 1973 wurde mit der Restauration der Burg begonnen.
In Yomitan befindet sich das 1987 errichtete Baseball-Stadion Heiwa no Mori Kyūjō (平和の森球場) mit 5800 Plätzen, das die japanische Profibaseballmannschaft Chūnichi Dragons als Frühjahrs-Trainingsquartier nutzt.
1993 wurde hier das 31. Taiga Dorama (Historienserie) Ryūkyū no Kaze der Rundfunkanstalt NHK gedreht, dessen Kulissendorf Murasakimura (むら咲むら) samt Nachbildungen von historischen Häusern und Toren noch erhalten ist.

## Verkehr
Die bedeutendste Fernstraße ist die Nationalstraße 58 nach Kunigami oder Naha. Eine Schienenanbindung oder direkte Fährverbindung existiert nicht.

## Wirtschaft
Die Bevölkerung arbeitet zu 69 % im Dienstleistungsgewerbe, zu 25 % im verarbeitenden Gewerbe und zu 6 % in der Landwirtschaft, wobei hauptsächlich Chrysanthemen und Zuckerrohr angebaut werden, sowie Schweinezucht betrieben wird.
Traditionelle Handwerksprodukte sind Yachimun-Töpferwaren, Yuntanja-Hanaui-Textilien und Glasprodukte.

## Bildung
In Yomitan befinden sich die Grundschulen (読谷村立X小学校, Yomitan-sonritsu X shōgakkō) Yomitan, Tokeshi, Kina, Furugen und Furugen-Minami („Furugen-Süd“), sowie die Mittelschulen (読谷村立X中学校, Yomitan-sonritsu X chūgakkō) Yomitan und Furugen. und die präfekturale Oberschule Yomitan (沖縄県立読谷高等学校, Okinawa-kenritsu Yomitan kōtō gakkō).

## Persönlichkeiten
- Tatsurō Yamauchi (* 1994), Fußballspieler